# Euphorbia leuconeura
Espèce
Classification phylogénétique
Statut de conservation UICN

 VU D2 : Vulnérable
Statut CITES
Euphorbia leuconeura est une espèce de plantes à fleurs de la famille des Euphorbiaceae. Son origine n'est pas vraiment prouvée, mais on la dit généralement originaire de Madagascar. Les zones rocheuses constituent son habitat naturel. Elle se reproduit en propulsant ses graines à plusieurs dizaines de centimètres dans les airs. En raison de la destruction de son habitat, c'est une plante menacée d'extinction. C'est pourquoi elle est protégée par diverses conventions.

## Culture

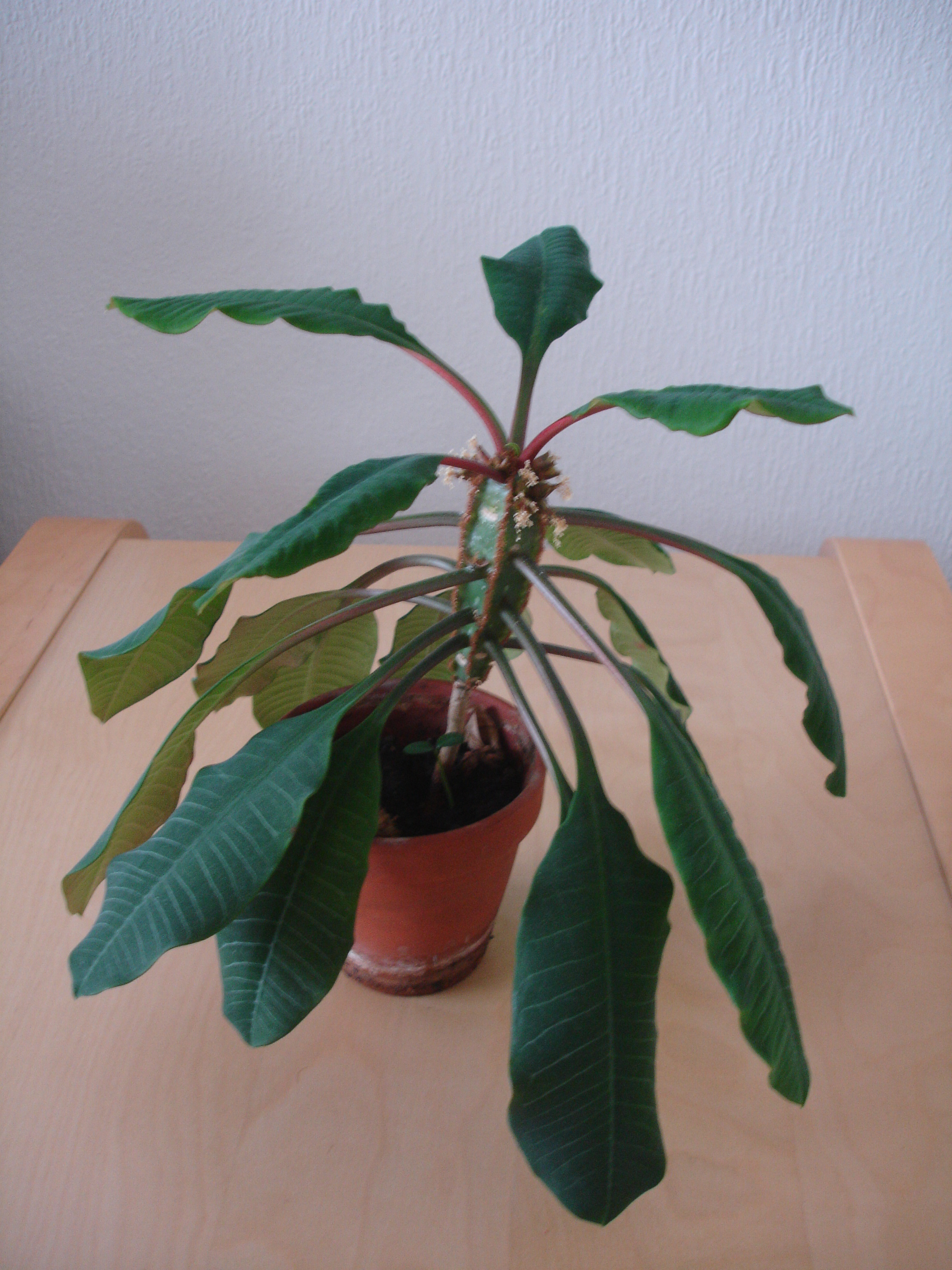
Euphorbia leuconeura en plante d'intérieur.

Cette espèce est parfois utilisée comme plante d'intérieur. Contrairement à de nombreuses autres plantes succulentes, elle ne risque pas particulièrement de souffrir d'un excès d'arrosage. Elle est relativement facile d'entretien, du moment qu'elle reçoit suffisamment d'eau et de lumière directe. Ses feuilles caduques, joliment dessinées sur les nervures, tombent durant la morte saison. Blessée, la plante sécrète une sève blanche, un latex toxique qui cause de sévères irritations de la peau et serait un agent favorisant l'apparition de tumeurs. Par conséquent, l'utilisation de gants est recommandée pour la manipuler.

## Synonyme
- Euphorbia fournieri Rebut